# オカハンジャ
オカハンジャ（ヘレロ語: Okahandja）は、ナミビア中央部のオチョソンデュパ州にある都市。オカハンジャ選挙区の中心地でもある。首都ウィントフックからは国道B1号で北へ70km。街のようすから「ナミビアのガーデンタウン」と呼ばれる。

## 歴史

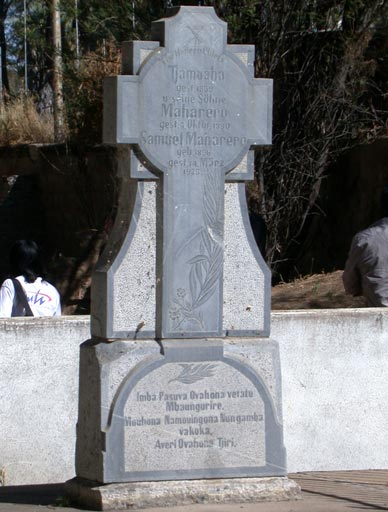
マハレロの記念碑

1800年ごろにヘレロとナマの人々が建設した。オカハンジャはヘレロ語で「川の合流地点」を意味する。1827年にドイツ人牧師のハインリッヒ・シュメーレンがヨーロッパ人として初めて町を訪れ、1844年には2人の宣教師が派遣された。1894年に軍事基地が置かれた。マハレロとその息子のジャン・ジョンカー・アフリカナー、ホシー・クタコ、クレメンス・カプーオはオカハンジャに埋葬された。

## 経済
アパルトヘイト時代の人種差別主義的なシステムに代わる新しい教育システムの構築を目指して組織された国立教育開発研究所 (NIED) が置かれている。郊外のヴォン・バッホダムはウィントフックの水の大部分を賄う。屋外の骨董品市場が観光客を引きつけ、ヘレロ人の行政の中心地にもなっている。

## 交通

### 鉄道

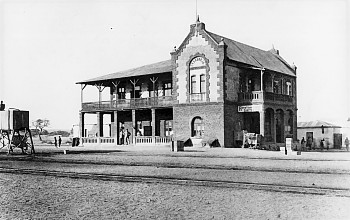
1903年のオカハンジャ駅

1909年に開業したトランスナミブの駅は、この地域の発展と開発を牽引してきた。

### 道路
- 国道A1号（英語版）
- 国道B1号
- 国道B2号

## 教育
1870年代にレーミッシュ宣教会によって初めて学校が開かれた。2010年の時点では小学校が6校と高校が2校ある。

## 政治
2010年の選挙では南西アフリカ人民機構 (SWAPO) が62%を得票し、以下民主進歩連合 (RDP) が13%、統一民主戦線 (UDF) が8%、統一人民運動 (UPM) が7%、国民統一民主機構 (NUDO) が6%、民主ターンハーレ同盟 (DTA) が2%と続いた。

## スポーツ
オカハンジャー・サッカー・クラブは1970年代にいくつかの大会で優勝した。